# Internationale Wielerweek 2019
De 34e editie van de Internationale Wielerweek vond in 2019 plaats van 27 tot en met 31 maart. De start was in Gatteo en de finish lag in Sassuolo. De wedstrijd maakte deel uit van de UCI Europe Tour 2019, in de categorie 2.1. De wedstrijd werd gewonnen door de Australiër Lucas Hamilton. In 2018 won de Italiaan Diego Rosa.

## Deelnemende Ploegen
| World Tour teams        | Pro Continentaal            | Continentaal                             |
| ----------------------- | --------------------------- | ---------------------------------------- |
| Mitchelton-Scott        | Androni Giocattoli-Sidermec | Amore & Vita-Prodir                      |
| Movistar Team           | Bardiani CSF                | Biesse Carrera                           |
| Team EF Education First | Caja Rural-Seguros RGA      | CCC Development Team                     |
| Team Sky                | Gazprom-RusVelo             | Coldeportas Bicicletas Strongman         |
|                         | Hagens Berman Axeon         | Dimension Data for Qhubeka               |
|                         | Israël Cycling Academy      | Giotti Victoria–Palomar                  |
|                         | Neri-Selle Italia           | Sangemini-Trevigiani-MG.Kvis             |
|                         | Nippo-Vini Fantini-Faizanè  | Team Beltrami Tsa–Hopplà–Petroli Firenze |
|                         | Riwal-Readynez Cycling Team | Team Colpack                             |
|                         | Team Arkéa Samsic           | Italiaanse selectie                      |
|                         | Wallonie Bruxelles          |                                          |

## Etappe-overzicht
| etappe | datum    | start            | finish               | type       | afstand     | winnaar          | klassementsleider |
| ------ | -------- | ---------------- | -------------------- | ---------- | ----------- | ---------------- | ----------------- |
| 1e a   | 27 maart | Gatteo           | Gatteo               | Heuvelrit  | 97,8 km     | Emīls Liepiņš    | Emīls Liepiņš     |
| 1e b   | 27 maart | Gatteo a Mare    | Gatteo               | Vlakke rit | 13,3 km TTT | Mitchelton-Scott | Robert Stannard   |
| 2e     | 28 maart | Riccione         | Sogliano al Rubicone | Bergrit    | 140 km      | Mikel Landa      | Lucas Hamilton    |
| 3e     | 29 maart | Forlì            | Forlì                | Heuvelrit  | 166,2 km    | Simone Velasco   | Lucas Hamilton    |
| 4e     | 30 maart | Crevalcore       | Crevalcore           | Vlakke rit | 171,4 km    | Ludovic Robeet   | Lucas Hamilton    |
| 5e     | 31 maart | Fiorano Modenese | Sassuolo             | Heuvelrit  | 153,4 km    | Mauro Finetto    | Lucas Hamilton    |

## Eindklassementen
| Plaats      | Naam              | Ploeg                       | Tijd      |
| ----------- | ----------------- | --------------------------- | --------- |
| Groene trui | Lucas Hamilton    | Mitchelton-Scott            | 17u57'33" |
| 2           | Damien Howson     | Mitchelton-Scott            | + 12"     |
| 3           | Nick Schultz      | Mitchelton-Scott            | + 16"     |
| 4           | Mikel Landa       | Movistar Team               | + 22"     |
| 5           | David de la Cruz  | Team Sky                    | + 26"     |
| 6           | Dylan van Baarle  | Team Sky                    | z.t.      |
| 7           | Jevgeni Sjaloenov | Gazprom-RusVelo             | + 37"     |
| 8           | Aleksandr Vlasov  | Gazprom-RusVelo             | z.t.      |
| 9           | Davide Gabburo    | Neri-Selle Italia           | + 39"     |
| 10          | Matteo Montaguti  | Androni-Sidermec-Bottecchia | + 42"     |
|             |                   |                             |           |
| 20          | Eliot Lietaer     | Wallonie Bruxelles          | + 51"     |

| Plaats     | Naam           | Ploeg                       | Punten |
| ---------- | -------------- | --------------------------- | ------ |
| Witte trui | Alexander Kamp | Riwal-Readynez Cycling Team | 17     |
| 2          | Mauro Finetto  | Italiaanse selectie         | 14     |
| 3          | Simone Velasco | Neri-Selle Italia           | 14     |
|            |                |                             |        |
| 5          | Ludovic Robeet | Wallonie Bruxelles          | 10     |

| Plaats      | Naam              | Ploeg              | Punten |
| ----------- | ----------------- | ------------------ | ------ |
| Groene trui | Giovanni Visconti | Neri-Selle Italia  | 37     |
| 2           | Enrico Barbin     | Bardiani CSF       | 26     |
| 3           | Nick Schultz      | Mitchelton-Scott   | 12     |
|             |                   |                    |        |
| 17          | Kenny Molly       | Wallonie Bruxelles | 6      |

| Plaats      | Naam             | Ploeg                       | tijd      |
| ----------- | ---------------- | --------------------------- | --------- |
| Oranje trui | Lucas Hamilton   | Mitchelton-Scott            | 17u57'33" |
| 2           | Aleksandr Vlasov | Gazprom-RusVelo             | + 37"     |
| 3           | Miguel Flórez    | Androni-Sidermec-Bottecchia | + 1'34"   |
|             |                  |                             |           |
| 25          | Julien Mortier   | Wallonie Bruxelles          | + 20'46"  |

| Plaats | Ploeg                       | Tijd      |
| ------ | --------------------------- | --------- |
|        | Mitchelton-Scott            | 53u24'43" |
| 2      | Movistar Team               | + 26"     |
| 3      | Androni Giocattoli-Sidermec | + 36"     |

1984 · 1985 · 1986 · 1987 · 1988 · 1989 · 1990 · 1991 · 1992 · 1993 · 1994 · 1995 · 1996 · 1997 · 1998 · 1999 · 2000 · 2001 · 2002 · 2003 · 2004 · 2005 · 2006 · 2007 · 2008 · 2009 · 2010 · 2011 · 2012 · 2013 · 2014 · 2015 · 2016 · 2017 . 2018 · 2019 · 2020 · 2021 · 2022 · 2023 · 2024